# Xenoblade Chronicles 3
Xenoblade Chronicles 3 es un videojuego de rol desarrollado por Monolith Soft y publicado por Nintendo para la consola de videojuegos Nintendo Switch. Se trata de la cuarta entrega de la saga de Xenoblade Chronicles y fue anunciado durante el Nintendo Direct transmitido el 9 de febrero de 2022, con una fecha de lanzamiento prevista para el mes de septiembre del mismo año. El  19 de abril de 2022 fue publicado un tráiler del juego en donde se reveló su fecha de lanzamiento, el 29 de julio de 2022, dos meses antes de lo esperado. Parte también de la serie Xeno, específicamente será una secuela de las entregas anteriores, Xenoblade Chronicles y Xenoblade Chronicles 2. Se describe que el título presenta una narrativa que representa los respectivos futuros de los mundos de las dos entregas anteriores.
El equipo de desarrollo quería desarrollar un juego basado en la historia al estilo de las dos primeras entradas de la serie, al tiempo que presentaba contenido y jugabilidad de combate de las entradas anteriores de Xeno. Al igual que las dos primeras entradas, el juego fue localizado por Nintendo of Europe. El modo de juego combina elementos de la primera y la segunda entrada.
Xenoblade Chronicles 3 tiene lugar en Aionios, donde dos naciones en guerra, Keves y Agnus, se enfrentan en una guerra perpetua con soldados con una esperanza de vida de diez años. La historia sigue a Noah y sus dos amigos de la infancia, Eunie y Lanz, de Keves, y Mio y sus dos compañeros de servicio, Sena y Taion, de Agnus, quienes obtienen un poder misterioso llamado Uróboros y deciden cooperar para encontrar seguridad. A través de este viaje, descubren el misterio detrás de esta guerra perpetua y la naturaleza de su mundo.
Xenoblade Chronicles 3 fue recibido positivamente por los críticos, quienes elogiaron su historia, temas, jugabilidad, música, personajes y escala, mientras que las críticas se centraron en sus problemas técnicos y gráficos en el lanzamiento. El juego había vendido 1,81 millones de copias en diciembre de 2022. Una expansión que tuvo lugar antes de los eventos del juego, Future Redeemed, se lanzó en abril de 2023.

## Jugabilidad
Xenoblade Chronicles 3 es un juego de rol japonés ambientado en el eterno y conflictivo mundo de Aionios. A diferencia de las entradas anteriores de la serie Xenoblade, el juego permite que siete miembros del grupo participen en batallas a la vez, incluido el grupo principal y un personaje adicional de "Héroe". Se pueden reclutar hasta 19 héroes para el grupo completando eventos de la historia o misiones secundarias, cada uno con diferentes habilidades y habilidades. Los miembros del grupo también obtendrán la capacidad de cambiar su clase de personaje, otorgándoles acceso a diferentes habilidades; aumentar la afinidad de un héroe con el grupo desbloqueará su clase para su uso. Bajo ciertas condiciones, pares específicos de miembros del partido, Noah y Mio; Lanz y Sena; y Eunie y Taion, pueden utilizar el sistema Interlink para combinarse temporalmente en un Ouroboros, una forma más grande con movimientos más poderosos. Al igual que las entradas anteriores, el juego emplea un diseño de mundo abierto, con un ciclo de día y noche que afecta a los eventos del juego, como la disponibilidad de misiones y artículos. Al igual que Xenoblade Chronicles, el juego se lleva a cabo en un mundo abierto continuo, con una opción de viaje rápido para que los jugadores viajen más rápido a través del mapa de mundo abierto más grande que aparece en la serie hasta la fecha. Al recorrer el mapa, los jugadores ahora pueden activar un modo de navegación de misiones que marcará una línea en el suelo para seguir si no están seguros de cómo llegar a su destino.

## Ambientación
Ambientada después de los eventos transcurridos en Xenoblade Chronicles lanzado en el 2010 y Xenoblade Chronicles 2 lanzado en el 2017, Xenoblade Chronicles 3 tiene lugar en el mundo de Aionios, donde la nación mecánicamente competente de Keves y la nación orientada al éter de Agnus se encuentran en guerra entre sí. El juego cuenta con dos protagonistas: Noah, un eximio de Keves acompañado por sus amigos de la infancia Lanz y Eunie, y Mio; una eximio de Agnus acompañada por sus compañeros soldados Taion y Sena.
Los personajes se embarcan en una aventura para descubrir el por qué de la guerra sin fin que asola Aionios, y tratar de alcanzar un futuro más allá de ella. En su camino, se enfrentan a soldados de ambas naciones, y contra los Moebius: las entidades que han controlado el mundo durante miles de años, lideradas por su líder Z.

## Desarrollo
En mayo de 2018, el creador de la serie, Tetsuya Takahashi, presentó un nuevo concepto de juego a Nintendo. El primer grupo de producción, conocido por su trabajo en la serie Xenoblade Chronicles, comenzó a desarrollar un nuevo proyecto en agosto de 2018 después de que Xenoblade Chronicles 2: Torna - The Golden Country se convirtiera en oro. En octubre de 2018, la primera división de producción de Monolith Soft, dirigida por Tetsuya Takahashi, comenzó a contratar personal para un nuevo proyecto de juego de rol al estilo de los títulos anteriores de Xenoblade Chronicles. A partir de 2020, el Grupo de producción se centra actualmente en fortalecer la marca Xenoblade Chronicles en el futuro previsible, sin dejar espacio para un juego de menor escala fuera de la serie. Takahashi dijo que si bien es posible una continuación de Xenoblade Chronicles X, el próximo juego puede ir en una dirección diferente, ya que a menudo se aburre con el último proyecto. Además de buscar una nueva dirección para la serie, el director de la serie, Koh Kojima, expresó su interés en hacer Xenoblade Chronicles 3 y Xenoblade Chronicles 2.
Xenoblade Chronicles 3 se anunció oficialmente el 9 de febrero de 2022 durante una presentación de Nintendo Direct, cuyo lanzamiento estaba programado para septiembre de 2022, aunque luego se adelantó a julio de ese mismo año. En el se describe que el juego presenta una narrativa que representa los respectivos futuros de los mundos de las dos entradas anteriores.

### Música
Al igual que con los juegos numerados anteriores de la serie, la banda sonora del juego fue escrita por Yasunori Mitsuda, Manami Kiyota, ACE (Tomori Kudo y Hiroyo "CHiCO" Yamanaka) y Kenji Hiramatsu. A ellos se unió Mariam Abounnasr, quien arregló pistas para Xenoblade Chronicles 2. Con el fin de crear un sonido que no se había escuchado antes, Monolith Soft creó flautas personalizadas en diferentes tamaños y afinadas en diferentes escalas que se asemejan a las flautas del juego. La primera pista en la que trabajó Mitsuda para el juego fue "A Life Sent On", su tema principal. Takahashi le dijo a Mitsuda con anticipación que entrelazara las dos melodías de Noah y Mio en una sola pieza musical, y Mitsuda parecía haber pensado que crear las flautas le permitiría expresarse más fácilmente. Al igual que con Xenoblade Chronicles 2, el conjunto coral irlandés Anúna ayudó a grabar las voces para el juego. Los miembros Aisling y Lauren McGlynn proporcionaron voces para temas relacionados con Ouroboros y Moebius respectivamente, mientras que Sara Weeda cantó 'A Step Away' y el tema final, 'Where We Belong'. La expansión Future Redeemed presenta un nuevo tema final, "Future Awaits", cantado por Joanne Hogg, quien anteriormente cantó los temas finales de Xenogears y Xenosaga Episode I.